# Playcolt
Playcolt è un fumetto italiano erotico creato e sceneggiato da Renzo Barbieri nel 1972 in collaborazione con Tristano Torelli, e disegnato dallo Studio Leonetti e dallo Studio Montanari.

## Storia editoriale
La serie venne creata da Barbieri dopo l'abbandono della ErreGI per la quale aveva ideato un altro personaggio dalle caratteristiche simili e del quale non deteneva più i diritti, Goldrake, un agente segreto playboy. Venne pubblicato dalla Edifumetto in 128 numeri divisi in quattro serie dal 1972 al 1979. La serie venne disegnata inizialmente dallo Studio Leonetti (primi dieci numeri), e poi dallo Studio Montanari (Claudio Lopresti, Per Luigi Cerveglieri, Giuseppe Montanari); le copertine invece erano dello Studio Rosi (Emanuele Taglietti e Alessandro Biffignandi).

## Trama
Alain Velon è un playboy miliardario che vive su un'isola "a 3 ore di volo da New York". Trascorre la sua vita privata conquistando donne a getto continuo anche se è già fidanzato con l'attrice cinematografica Lizzy Scarlett, ma "per il suo innato senso della giustizia" si trasforma periodicamente in Playcolt, una sorta di supereroe. Sua nemica è Linda Darnel, anch'essa miliardaria: sadica e feticista, si trasforma nell'antieroina Za la Morta.. Un'altra storica rivale e la sempre sadica ma lesbica Mandrakka.